# Buckton Castle

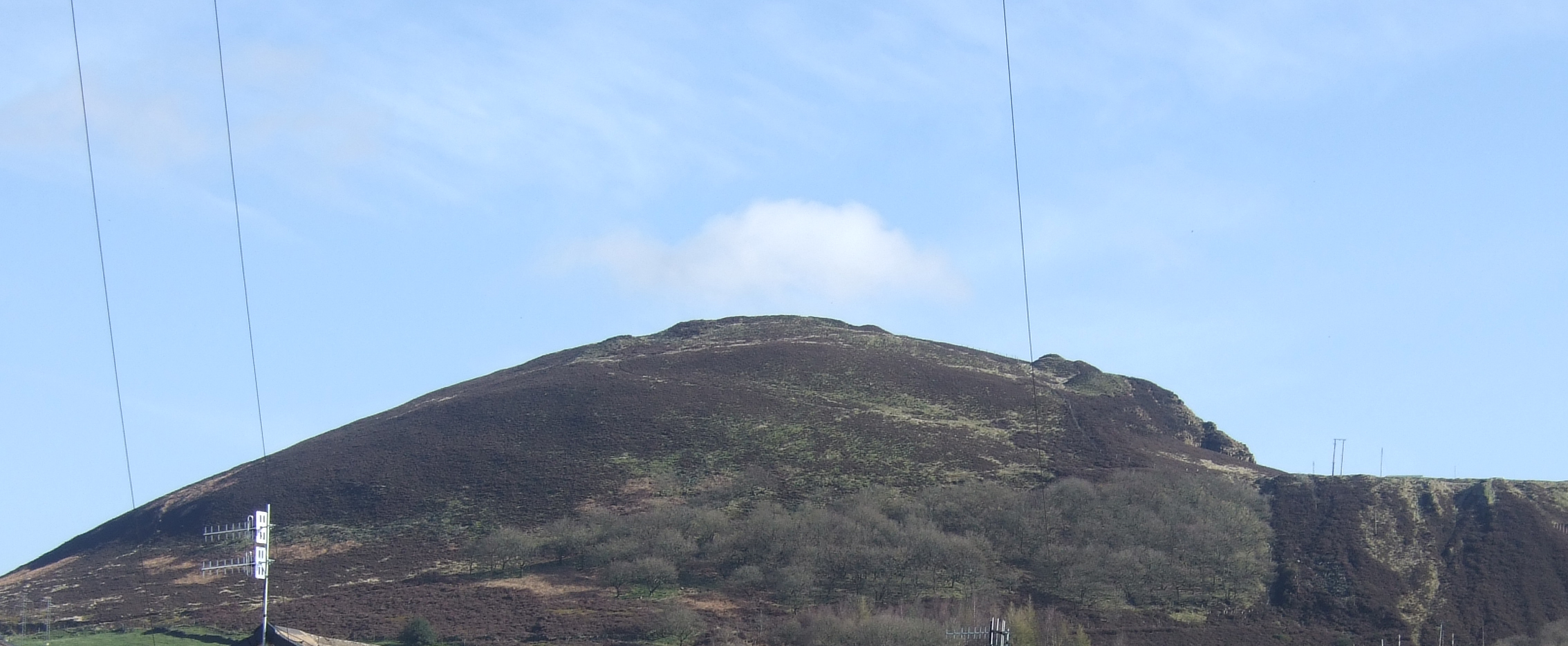
Blick auf Buckton Castle vom Tal aus

Buckton Castle ist eine abgegangene Höhenburg beim Ort Carrbrook in Stalybridge im englischen Verwaltungsgebiet Greater Manchester. Wegen ihrer Nähe zur Buckton Vale Quarry (Steinbruch) gilt sie als Scheduled Monument. Die Burg hatte eine ovale Form und war von einer 3 Meter breiten Kurtine und einem 10 Meter breiten und 6 Meter tiefen Graben umschlossen. Buckton Castle wurde vermutlich auf Geheiß William de Nevilles Ende des 12. Jahrhunderts errichtet. Bereits 1360 lag es in Ruinen. Die geringe Zahl von Fundstücken, die bei den Ausgrabungen zutage gefördert wurden, lässt vermuten, dass die Burg nie fertiggestellt wurde.
Im 16. Jahrhundert war das Gelände eine Landmarke für die Pilgrimage of Grace. Im Laufe des 18. Jahrhunderts wurde die Burg für Schatzsucher interessant, weil es Gerüchte gab, dass dort ein Schatz vergraben sein sollte. Im Zweiten Weltkrieg diente das Gelände als Attrappe einer Flugabwehrstellung. Die Burg ist heute mit Heidekraut und Moos überwachsen und es gibt keine oberirdischen Ruinen mehr. Seit 1996 führt das archäologische Institut der University of Manchester dort Ausgrabungen durch, um das Anwesen vor weiterem Verfall zu schützen und weitere Informationen über seine Ursprünge und seinen Zweck zu erhalten.

## Lage
Buckton Castle liegt auf 340 Meter Seehöhe auf dem Buckton Hill, einem steilen Sandsteinhügel. Südlich davon befindet sich das Tal des Carr Brook und westlich davon das Tal des River Tame. Der Steinbruch Buckton Vale Quarry liegt an der Ostseite der Burg, die Stadt Stalybridge etwa 4 Kilometer südöstlich. Die Burg war vermutlich so positioniert, dass die Garnison das Tame-Tal überwachen konnte. Burg und Tal gehörten zur mittelalterlichen Grundherrschaft von Tintwistle. Eine Grundherrschaft war ein Stück Land, das von einem Grundherrn oder seinem Vertreter verwaltet wurde. Im Falle von Tintwistle war es Teil der größeren Lordship von Longdendale.

## Geschichte

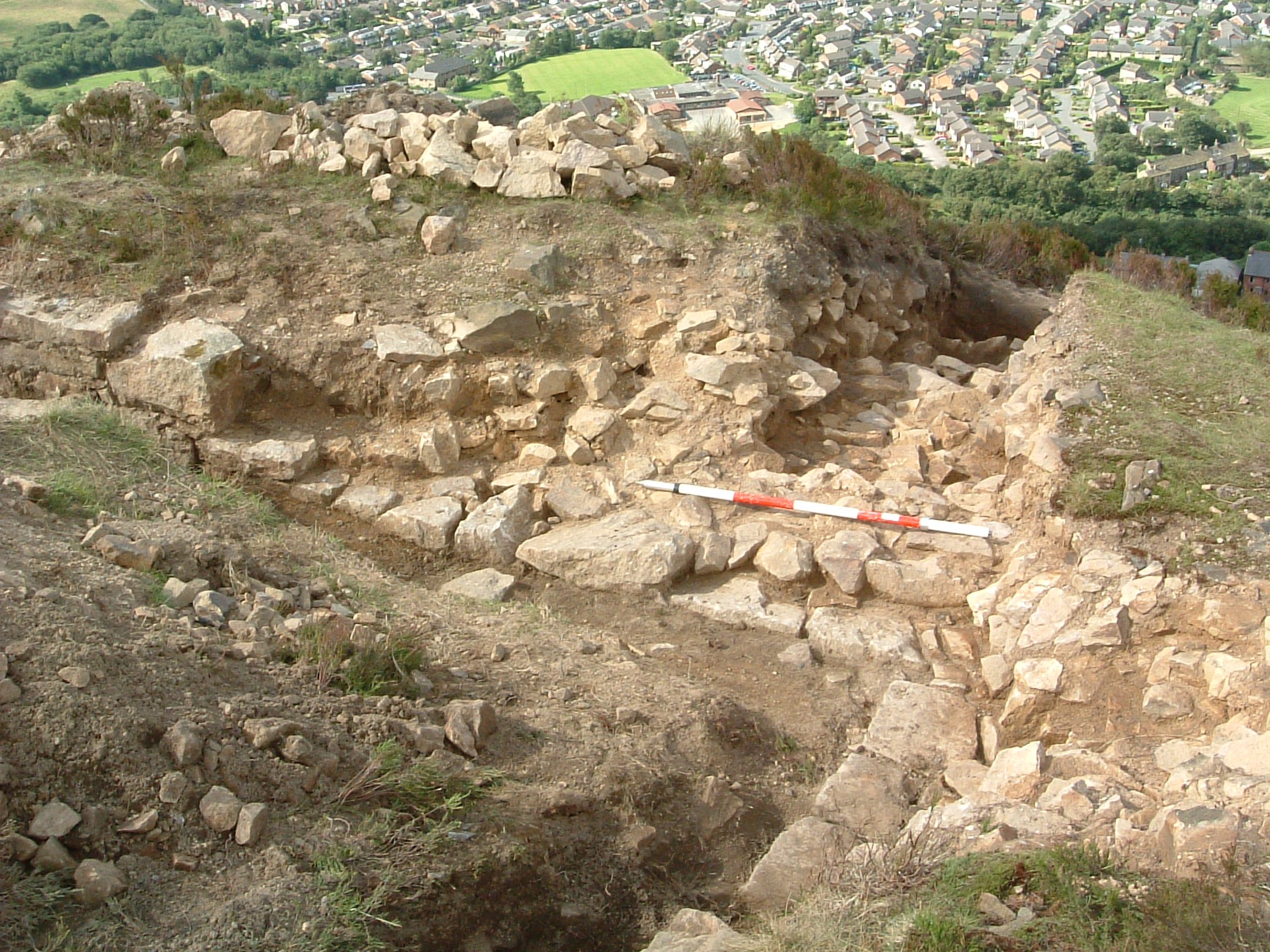
Ausgrabung der steinernen Kurtine, durchgeführt von der UMAU am 24. Juli 2007

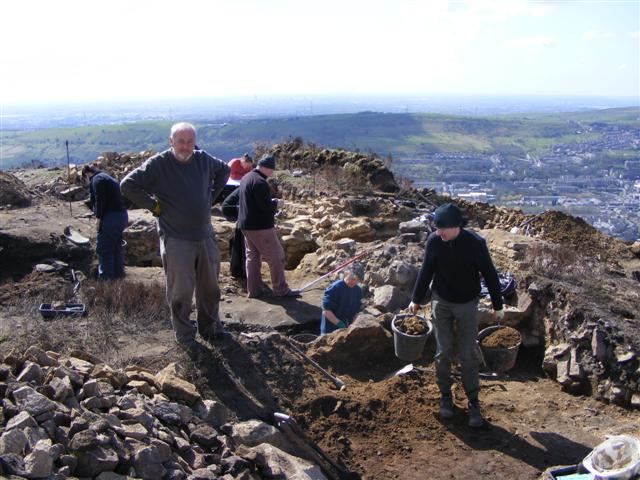
Ausgrabungen des Centre for Applied Archaeology der University of Salford

Vermutlich ließ William de Neville, der Lord of Longdendale, Buckton Castle Ende des 12. Jahrhunderts errichten. Es ist aber auch möglich, dass es für die Earls of Chester gebaut wurde, bevor Longdendale an De Neville zu Lehen gegeben wurde. Liegt die Bauzeit Ende des 12. Jahrhunderts, so ist die Burg gleichzeitig mit anderen Burgen in der Region, wie Dunham Castle, Manchester Castle, Stockport Castle und Ullerwood Castle entstanden. Üblicherweise wurden Burgen erst in Holz und später in Stein errichtet, aber Buckton Castle wurde sofort in Stein gebaut. Es ist wahrscheinlich, dass Buckton Castle der Sitz der Lordship von Longdendale war, da es die einzige Burg in ihren Grenzen war, aber der Mangel an Artefakten aus dieser Ausgrabungsstätte legt den Schluss nahe, dass der Bau der Burg nie beendet wurde.
Erstmals wurde die Burg 1360 urkundlich erwähnt, als ein Bericht über das Anwesen erwähnte, dass “dort eine Burgruine namens Buckeden liegt, die keinen Wert hat”. Damals gehörte die Lordship von Longdendale Edward, dem Schwarzen Prinzen, und die Burg lag in Ruinen. Dass die Burg damals nicht mehr genutzt wurde, deckt sich mit der Nutzung anderer Burgen in Greater Manchester: Im 13. Jahrhundert gibt es keine Hinweise auf Aktivitäten auf anderen Burgen in dieser Gegend als Dunham Castle. Im 16. Jahrhundert diente die Burg als Landmarke während der Pilgrimage of Grace.

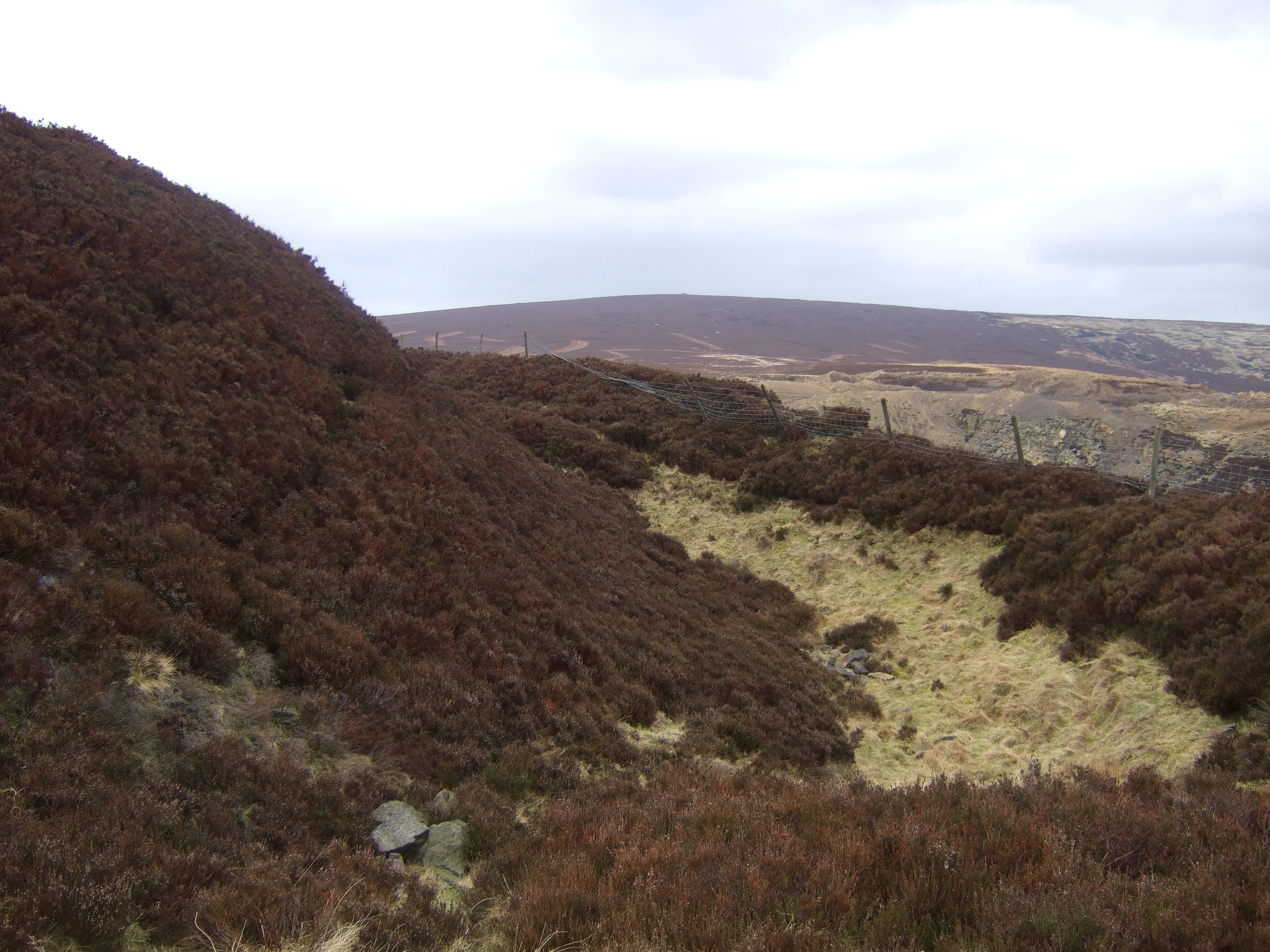
Teil des Verteidigungsgrabens um die Burg

Die Burg wurde seit dem 18. Jahrhundert von Altertumsforschern studiert und ursprünglich dachte man, dass an ihrer Stelle in der Eisenzeit eine Wallburg stand. Das Innere der Burg wurde durch das Anlegen von Gräben durch Schatzsucher seit Anfang des 18. Jahrhunderts beschädigt. Der Steinabbau in der nahegelegenen Buckton Vale Quarry drohte sich auf das Burggelände auszudehnen und führte so zum Schutz der Burg als Scheduled Monument am 9. Juli 1924. Sie ist die älteste Gebäuderuine im Tame-Tal. Im Zweiten Weltkrieg diente die Burgruine als Attrappe einer Flugabwehrstellung bis 1943, als man dachte, dies sei nicht länger notwendig.
Ausgrabungen auf dem Gelände wurden von der University of Manchester Archaeological Unit (UMAU) für das Tameside Metropolitan Borough Council seit 1996 durchgeführt. Die Arbeiten wurden teilweise durch einen Zuschuss des Tameside Metropolitan Borough Council in Höhe von £ 300.000 finanziert. Die ersten Ausgrabungen wurden zur Reparatur einiger der von Schatzsuchern gegrabenen Löcher und als Testgrabungen durchgeführt, 2007 begann das Institut mit umfangreicheren Arbeiten zur Untersuchung des Geländes, zur Klärung seiner Nutzung und seines Bebauungszeitraums. Die letzte Phase der Grabungen wurde 2009 abgeschlossen. Die Gräben zeigten, dass die Burg eine steinerne Mauer und ein Torhaus besaß, Gebäude im Inneren wurden nicht entdeckt. Der erste Beleg für die Datierung des Baus wurde 2008 unter dem eingestürzten Torhaus gefunden: Er bestand aus einigen Tierknochen und Scherben der vor Ort gefertigten Steingutgefäße aus dem 12. oder 13. Jahrhundert. Heute ist das Gelände mit Heidekraut und Moos überwachsen.

## Konstruktion

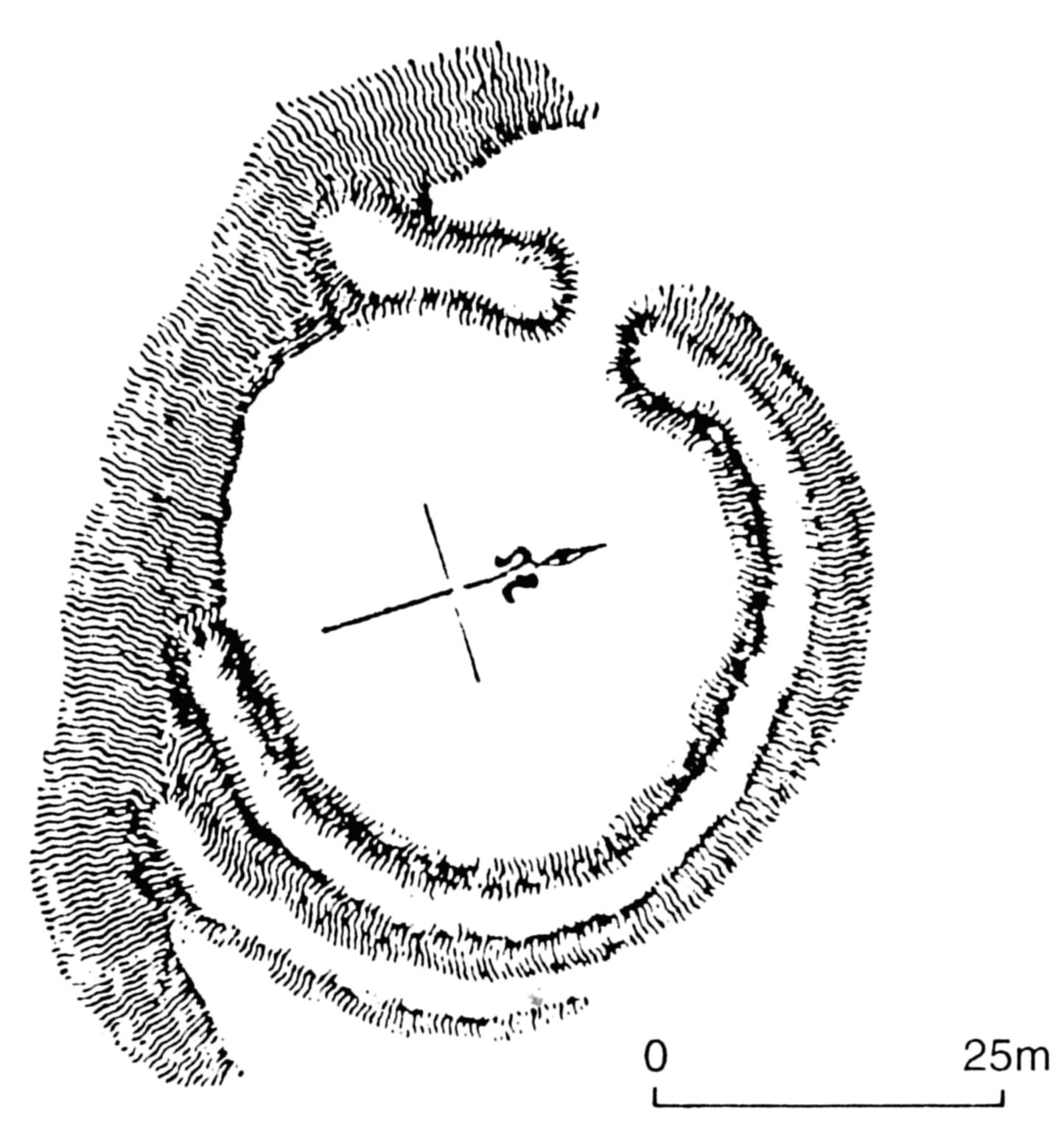
Dieser Grundriss wurde 1817 von George Ormerod erstellt. Er zeigt die Form der Burg und ihre Ausrichtung. Über die Einbauten gibt er keine Auskunft.

Buckton Castle ist ein Ringwerk, also ein etwa kreisrundes Areal, das von Verteidigungswerken, wie einem Burggraben, eingeschlossen ist. Ein Ringwerk ähnelt dem Mauerring einer Motte. Die Burg ist oval und erstreckt sich 45 Meter entlang der langen Achse und 35 Meter entlang der kurzen Achse. Sie ist von einem 10 Meter breiten und 6 Meter tiefen Graben umgeben, der in den Sandstein geschnitten wurde. Der Eingang zum Ringwerk liegt im Nordwesten. In der Nähe des Eingangs befinden sich möglicherweise Reste eines steinernen Turms. Der Südteil der Ruine besteht aus den Überresten einer steinernen, 3 Meter dicken Kurtine. Die Ausgrabungen des UMAU 1996 zeigten, dass das, was man für die Vorburg einer Motte gehalten hatte, tatsächlich jüngeren Datums war – vermutlich ein Teil der Attrappe einer Flugabwehrstellung aus dem Zweiten Weltkrieg – und nicht aus dem Mittelalter stammte. Der nordwestliche Eingang wurde durch einen steinernen Turm mit 1,2 Meter dicken Mauern bewacht; die Dicke der Mauern lässt darauf schließen, dass der Turm zwei Stockwerke hoch war.
Der Innenhof der Burg wurde um 1,5 Meter aufgeschüttet. Ringwerke sind eine im mittelalterlichen England eher unübliche Form der Festung; der größte Teil der Burgen waren Motten. Buckton Castle ist eines von nur drei Ringwerken in den traditionellen Grafschaften Lancashire und Cheshire. Buckton Castle wurde wohl als Ringwerk ausgeführt, weil die Erdschicht vor Ort zu dünn für den Bau einer Motte war. Laut einem Bericht über die Grundherrschaft Longdendale von 1360 könnte Buckton Castle einen Rittersaal und eine Kapelle besessen haben. Im 18. Jahrhundert berichtete der Altertumsforscher Thomas Percival von einem Brunnen in der Burg und Mauern von innen liegenden Gebäuden, die noch bis zu einer Höhe von 2 Metern standen. Diese Bauten waren aber längst verschwunden, als George Ormerod 1817 über die Burg schrieb, und bei den Ausgrabungen konnten keine Reste davon entdeckt werden.